# Apomecyna borneotica
Apomecyna borneotica är en skalbaggsart som beskrevs av Stefan von Breuning 1982. Apomecyna borneotica ingår i släktet Apomecyna och familjen långhorningar. Inga underarter finns listade i Catalogue of Life.